# Philip Hindes
Philip Hindes, född 22 september 1992 i Krefeld, Tyskland, är en brittisk cyklist som tog OS-guld i lagsprintloppet vid de olympiska cyklingstävlingarna 2012 i London och vid de olympiska cyklingstävlingarna 2016 i Rio de Janeiro.